# 林肯鎮區 (愛荷華州麥迪遜縣)
林肯鎮區（英語：Lincoln Township）是位於美國愛荷華州麥迪遜縣的一個行政鎮區。

## 地方資料
根據2010年美國人口普查的數據，林肯鎮區的面積為90.79平方千米，當中陸地面積為90.76平方千米，而水域面積為0.03平方千米。當地共有人口606人，而人口密度為每平方千米6.67人。